# I due Foscari
I due Foscari er en opera i tre akter af Giuseppe Verdi. Den italienske libretto, der bygger på skuespillet The Two Foscari af Lord Byron, er skrevet af Francesco Maria Piave. Operaen blev uropført på Teatro Argentina i Rom den 3. november 1844.